# Domingo de Betanzos
Fray Domingo de Betanzos (León, 1480 - Valladolid, 14 de septiembre de 1549) fue un misionero dominico español fundador de la Orden de Predicadores (dominicos) en México, Guatemala y Filipinas. Defensor de los indígenas y promotor del desarrollo de la imprenta en América.

## Biografía
Nació en 1480, en León, España; aunque sus familia provenía de Galicia, su nombre de pila era Francisco. Abogado por la Universidad de Salamanca, decidió retirarse a la vida eremítica en la itálica y apartada Isla de Ponza, en la que estuvo 5 años. Regresó por un amigo llamado fray Pedro de Arconada, pero éste había entrado a la Orden de Santo Domingo. Arconada convenció a Francisco de entrar a la orden y al entrar al noviciado cambió su nombre por el de fray Domingo de Betanzos. 
Fue discípulo de fray Juan Hurtado, del cual siguió la línea reformada que buscaba reencontrarse con los postulados originales de Cristo y santo Domingo de Guzmán, haciendo hincapié en la pobreza. En 1513 Betanzos se ordenó de sacerdote en Sevilla y de ahí partió a las Antillas  donde se unió con fray Pedro de Córdoba, fray Antonio de Montesinos, grandes defensores de los derechos de los indígenas. A la muerte del primero, Betanzos ocupó su lugar como vicario de los dominicos en las Indias y durante su gestión logró el avance de la orden hacia Cuba y convenció a Bartolomé de las Casas a que entrara con los dominicos. Pero en 1516 él, junto con varios otros dominicos, escribió una carta a Las Casas sobre la rápida desaparición de los indios de las Antillas, sobre el número de la población aborigen y los excesos que se creía cometidos por los españoles, en que denunciaba la postura de Las Casas; se alineaba así con sus amigos franciscanos, en especial Motolinía (fray Toribio de Benavente), adversarios de Las Casas.
En 1526 salió la primera misión dominica hacia la Nueva España, encabezada por fray Tomás Ortiz, al detenerse en la Española, se les unió fray Domingo de Betanzos con otros religiosos, los cuales llegaron a la Ciudad de México en vísperas del apóstol Santiago, razón por la cual la futura provincia dominica llevaría su nombre. Varios de los dominicos murieron poco después de llegar a México, tuvo que regresar Ortiz a España, por lo que se quedó al frente fray Domingo de Betanzos, quien le dio su sello reformado a la comunidad, fundó la casa de santo Domingo de México (1526) y su eremitorio de santa María Magdalena Tepetlaoxtoc (1527), primera casa dominica en poblado indígena en México, donde mandó a plasmar en pinturas murales, escenas de la Pasión de Cristo.
Influido al parecer por fray Tomás Ortiz, inició Betanzos una verdadera campaña de desprestigio de los nativos. Dos memoriales dirigió al Consejo de Indias en tal sentido en 1532 y 1534 que revelan la imagen que había desarrollado de los indios. Partidario de que los repartimientos de indios fueran perpetuos, alegó que: "los indios son de tan vil condición que ninguna cosa hacen por virtud sino por puro miedo [...] la capacidad de los indios, los cuales comúnmente no tienen más que niños de siete y ocho años".
En el mismo memorial expresa ya lo que será en él una especie de obsesión:
El juicio y sentencia de Dios justísimamente es dado sobre ellos, que todos mueran y no quede dellos memoria porque sus pecados tan horribles y contra toda natura cual nunca jamás se ha hallado [...]. Tengo por muy cierto y averiguado que todos los indios se han de acabar y consumir todos muy presto.
Con la llegada de más dominicos en 1528, dirigidos por fray Vicente de Santa María y a instancia de Betanzos, se dirigió la evangelización dominica hacia el sur del territorio. A Oaxaca enviaron a Gonzalo Lucero y a Guatemala fue el propio Betanzos a sembrar el evangelio y a dejar la raíz de la comunidad dominica.
Posteriormente Betanzos fue a Roma y logró la creación de la Provincia de Santiago de México de Orden de Predicadores en 1532. A su regreso la orden siguió creciendo e impulso el empleo de la imprenta, el primer libro publicado en América fue la Santa Escala, de san Juan Clímaco que era el libro de texto de los novicios dominico, fray Domingo primero mandó a fray Juan de la Magdalena a traducir el texto del latín al castellano y posteriormente se imprimió. Otra obra que impulsó Betanzos fue la Doctrina Cristiana de fray Pedro de Córdoba en 1544, que fue la obra básica para evangelizar por parte de los dominicos.
Gracias a la gestión de fray Julián Garcés, fray Bernardino de Minaya y fray Domingo de Betanzos, el papa Paulo III dio a conocer la Bula Sublimis Deus, por la que se reconoció el mismo nivel de racionalidad entre indígenas y españoles.
Fray Domingo de Betanzos junto con fray Juan de Zumárraga planeaban ir a predicar a Filipinas, sin embargo, sus órdenes se lo prohibieron, a pesar de no poder ir físicamente, Betanzos es considerado uno de los fundadores de la provincia del Santo Rosario de Filipinas, ya que el maestro general le pidió a los dominicos que iban a Filipinas, que siguieran el modelo del padre de Betanzos, que a su vez se relacionaba con el proyecto de san Álvaro de Córdoba.
Betanzos murió el 14 de septiembre de 1549 en Valladolid, España; cuando iba rumbo a Tierra Santa.